# Ficus megaleia
Ficus megaleia är en mullbärsväxtart som beskrevs av Edred John Henry Corner. Ficus megaleia ingår i släktet fikonsläktet, och familjen mullbärsväxter. Inga underarter finns listade i Catalogue of Life.